# مونیکا جیمز
مونیکا جیمز (انگلیسی: Mónica Jiménez; ۲۵ دسامبر ۱۹۴۰ – ۲۵ اوت ۲۰۲۰) سیاست‌مدار اهل شیلی بود.
وی همچنین برندهٔ جوایزی همچون برنامه فولبرایت شده‌است.